# Улица Эмилии Беньямин
Улица Эмилии Беньямин (латыш. Emīlijas Benjamiņas iela, в Российской империи Вокзальная, затем Гоголевская, до 2024 года улица Гоголя, латыш. Gogoļa iela) — улица в Латгальском предместье города Риги, в историческом районе Московский форштадт. Начинается от стыка улиц 13 Января и Марияс, где является продолжением бульвара Райня; пролегает в юго-восточном и восточном направлении и заканчивается перекрёстком с улицами Лачплеша и Екабпилс. Общая длина улицы Эмилии Беньямин составляет 1021 метр.
Первые 68 метров улицы замощены брусчаткой, на остальном протяжении улица Эмилии Беньямин асфальтирована. Движение двустороннее (по две полосы в каждом направлении), а на участке от ул. Дзирнаву до ул. Лачплеша улица Эмилии Беньямин имеет две разделённые проезжие части. На всём протяжении по улице Эмилии Беньямин проходит несколько маршрутов троллейбуса и автобуса, есть одноимённая остановка.

## История
Современная улица Эмилии Беньямин сложилась из трёх разных участков, слитых воедино. Наиболее старым из них является средний отрезок — между улицами Вилхелмса Пурвитиса и Дзирнаву, существовавший уже в XVIII веке и известный как Медвежья улица (нем. Bärenstrasse). Она впервые упоминается в адресных книгах города уже в 1846 году. Как и во всём Московском форштадте, здесь проживали преимущественно русскоязычные горожане.
Участок, прилегающий к Старому городу, был проложен по незастроенной территории после разрушения старых городских валов в 1860 году. Эта новая улица получила название Станционная или Вокзальная (нем. Banhofstrasse, латыш. Stacijas iela или Bānūža iela), поскольку вела мимо вокзала открытой в 1861 году Рижско-Динабургской железной дороги. В 1885 году Медвежья и Вокзальная улицы были объединены под названием Вокзальная, а в феврале 1902 года, к 50-летию со дня смерти Н. В. Гоголя, улица получила своё современное название (нем. Gogolstrasse, рус. Гоголевская улица).
К 1914 году над улицей был сооружён бетонный виадук для железнодорожных путей, признанный памятником архитектуры. В 2022 году начата его реконструкция, связанная со строительством Rail Baltica.
Дальний участок улицы, выходящий к улице Лачплеша, был проложен путём сноса существующей застройки во 2-й четверти XX века. Ряд авторитетных изданий датирует это продление улицы концом 1930-х годов, однако на картах начала 1940-х годов, включая составленные в годы немецкой оккупации, улица Гоголя доходит лишь до ул. Дзирнаву (в 1942–1944 гг. — Richard-Wagner-Strasse). В своих нынешних границах улица Гоголя впервые показана на плане 1947 года.
В годы немецкой оккупации улица носила название Саласпилсская (нем. Kirchholmer Strasse, латыш. Salaspils iela), с 1944 года назвалась именем Гоголя.
В июне 2022 года Центр государственного языка одобрил предложение о переименовании улиц города Риги, которые получили названия в честь российских деятелей культуры и ученых, включая улицу Гоголя. Рижская дума приняла решение о переименовании 21 февраля 2024 года, присвоив улице имя латвийского художника Эмилии Беньямин, видной латвийской издательницы и культурной деятельницы 1930-х годов.

## Примечательные объекты
- В начале улицы, по её нечётной стороне, находится центральный вокзал города, который до постройки нынешнего здания и формирования Привокзальной площади имел адрес ул. Гоголя, 1.
- Дом № 3 — здание управления Латвийской железной дороги и министерства транспорта (1925). До 1940 в этом же здании находилась Латвийская академия художеств, где учились и работали многие выдающиеся латвийские художники. Ректором академии в эти годы был Вильгельм Пурвитис, его пейзажная мастерская находилась в этом же здании[6].
- К улице Эмилии Беньямин выходит площадь Академияс с расположенным на ней зданием Академии наук Латвии.
- Дом № 8 — бывший доходный дом Хайнике (1899–1901, архитектор Р. Донберг). Реставрирован в 2021-2022 годах.
- Дом № 9 — православная церковь Благовещения Пресвятой Богородицы (1818), памятник архитектуры государственного значения[11][12].
- Дом № 10 — бывший доходный дом А. Янсона (1913, архитектор Виктор Штам), памятник архитектуры[13].
- Дом № 13 — жилой дом (1913), памятник архитектуры[14].
- Дом № 16 — бывший доходный дом (1896, архитектор Альфред Пилеман).
- В доме № 25 (при пересечении с улицей Дзирнаву) находилась Большая хоральная синагога (построена в 1864—1871, сожжена 4 июля 1941 года). В 1997 году на основе сохранившихся руин сооружён мемориал.

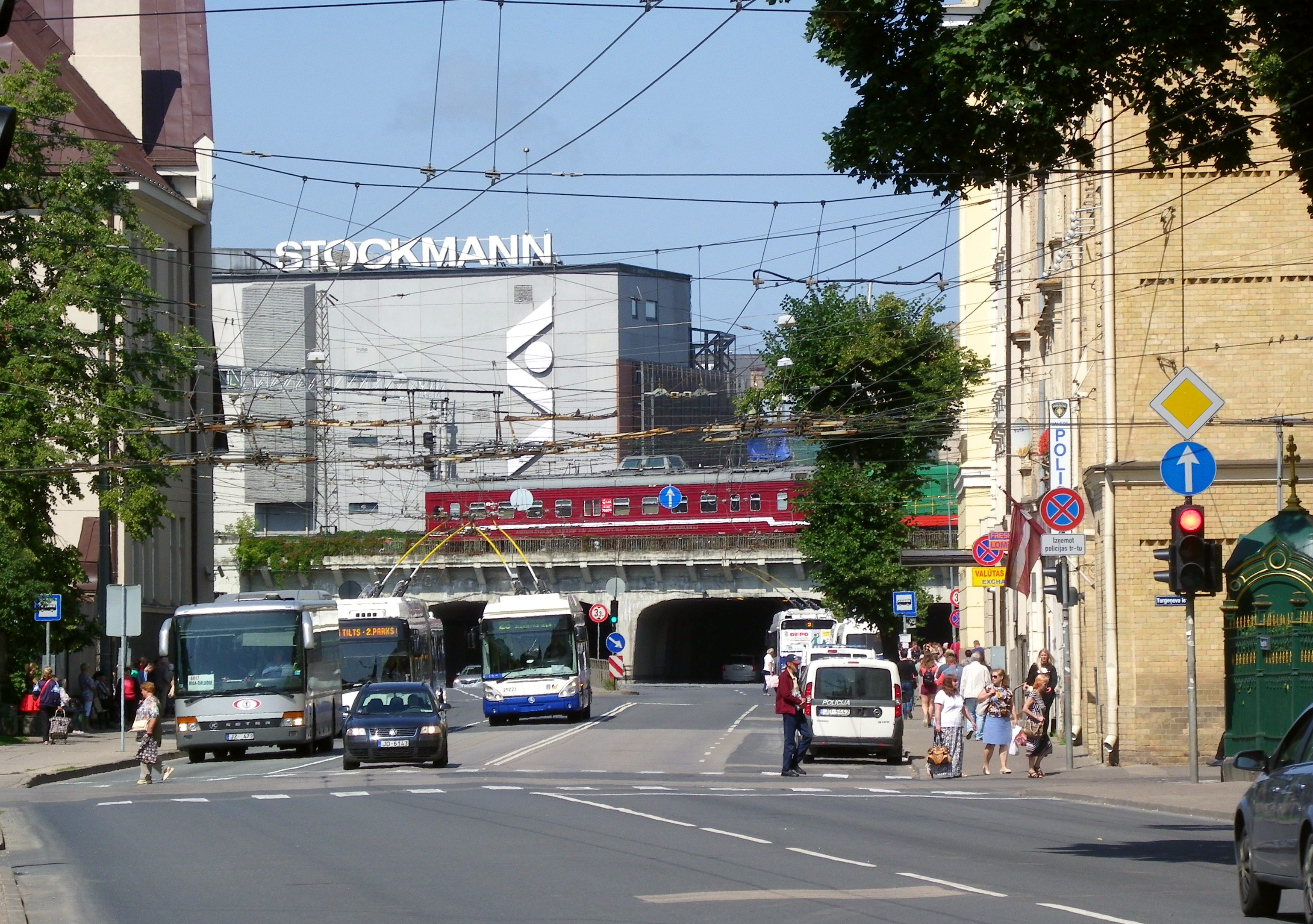
Вид на железнодорожный виадук
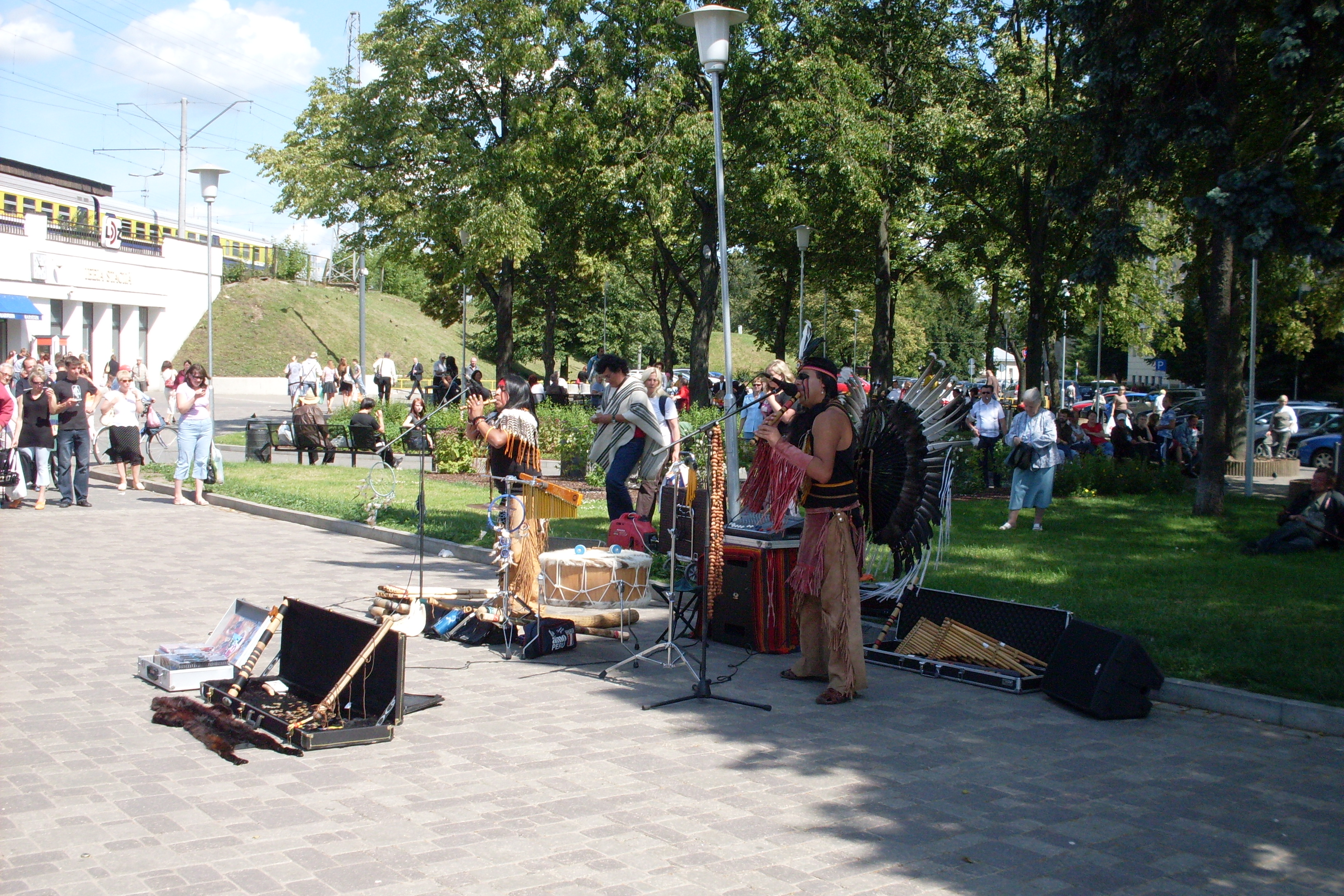
Сквер у выхода из вокзальных тоннелей
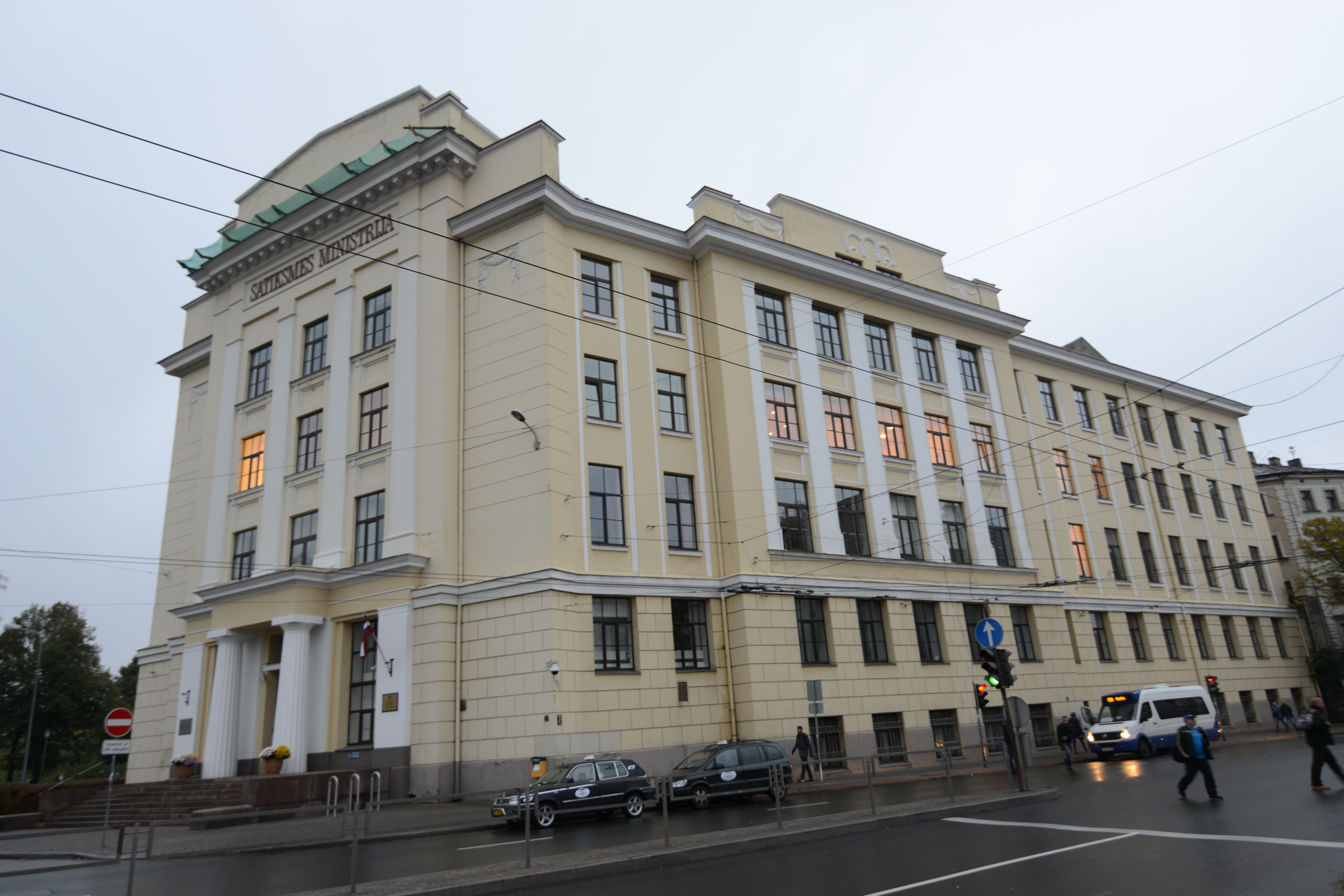
Дом № 3
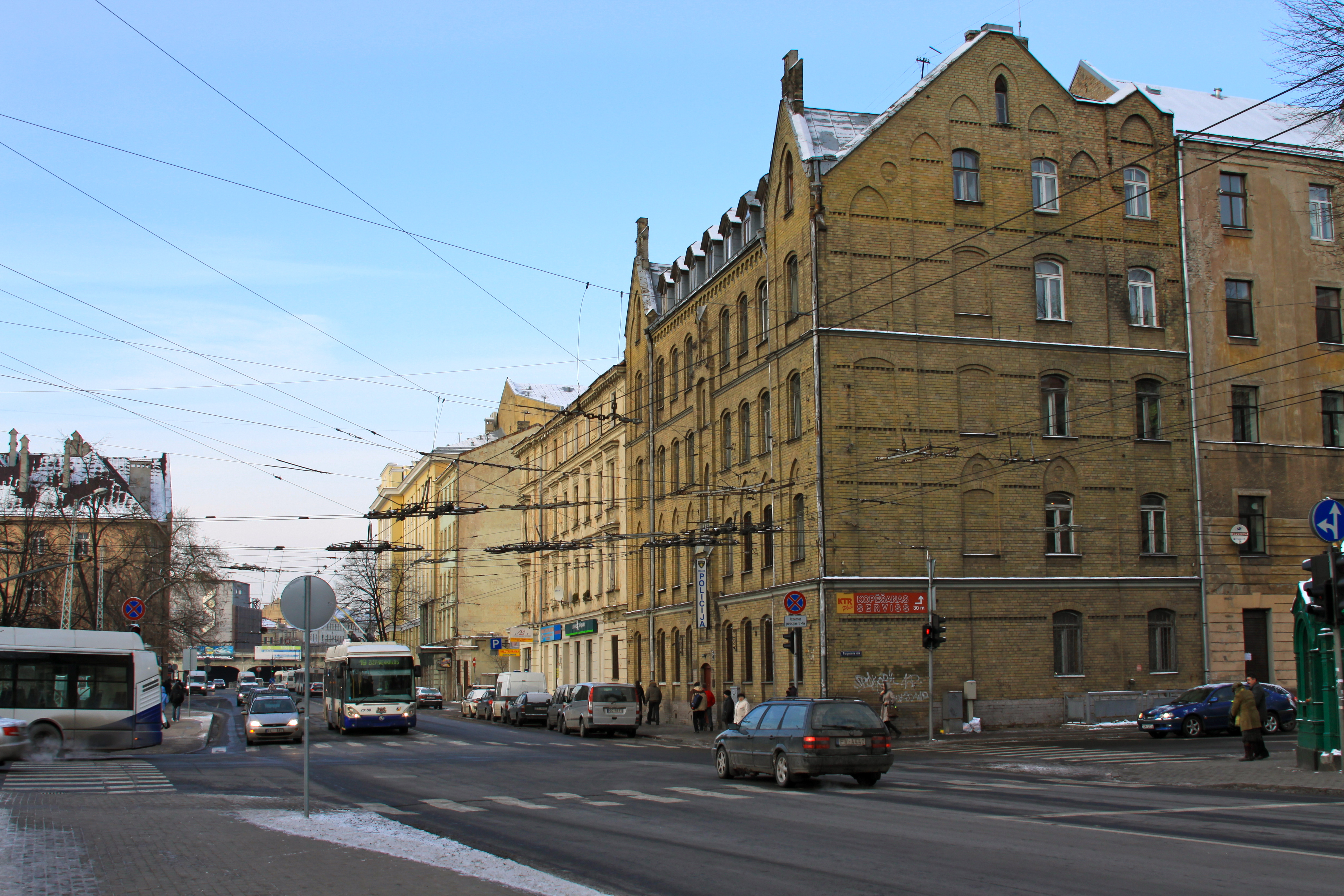
Перекрёсток с ул. Вилхелмса Пурвитиса
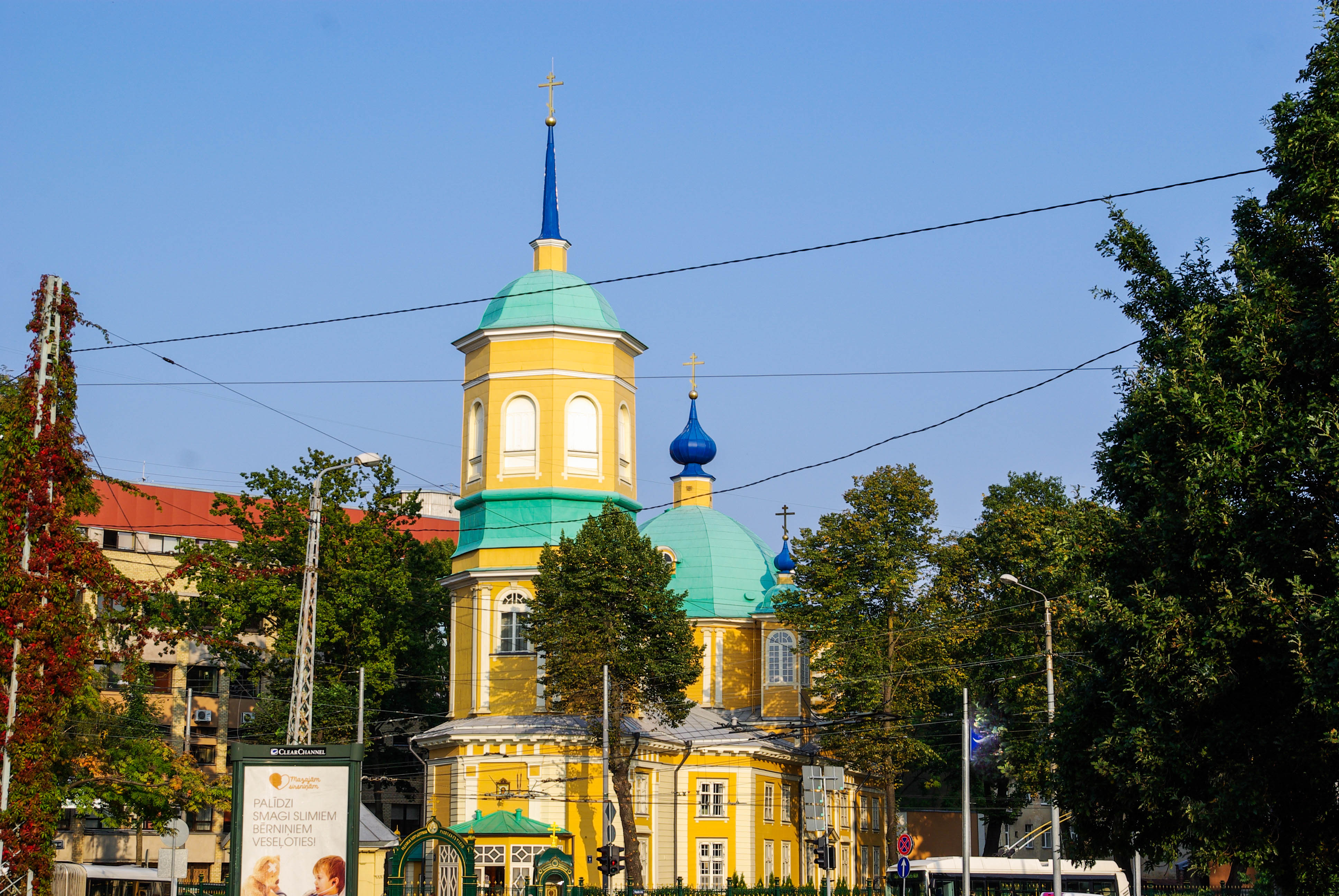
Благовещенская церковь
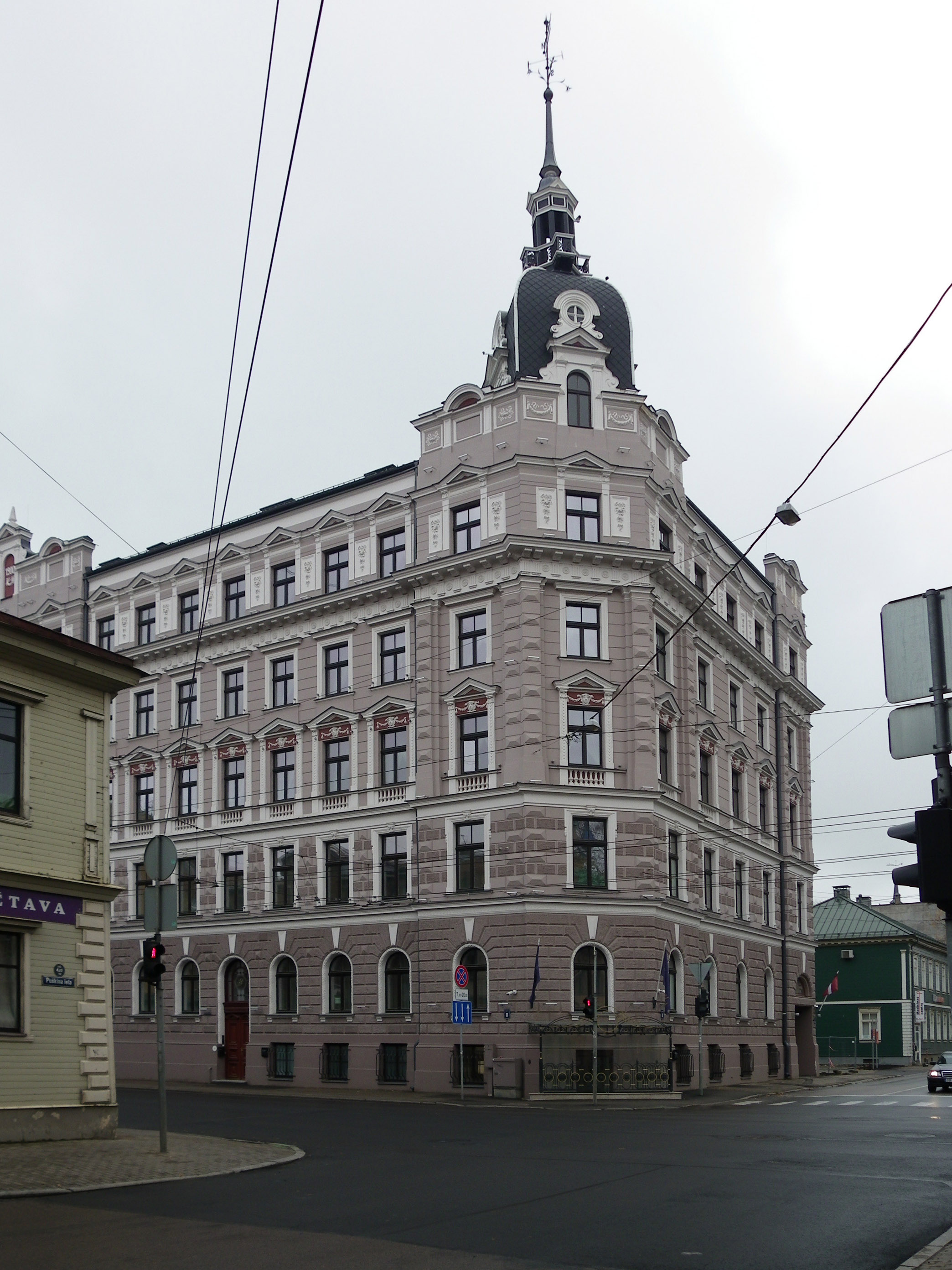
Дом № 8
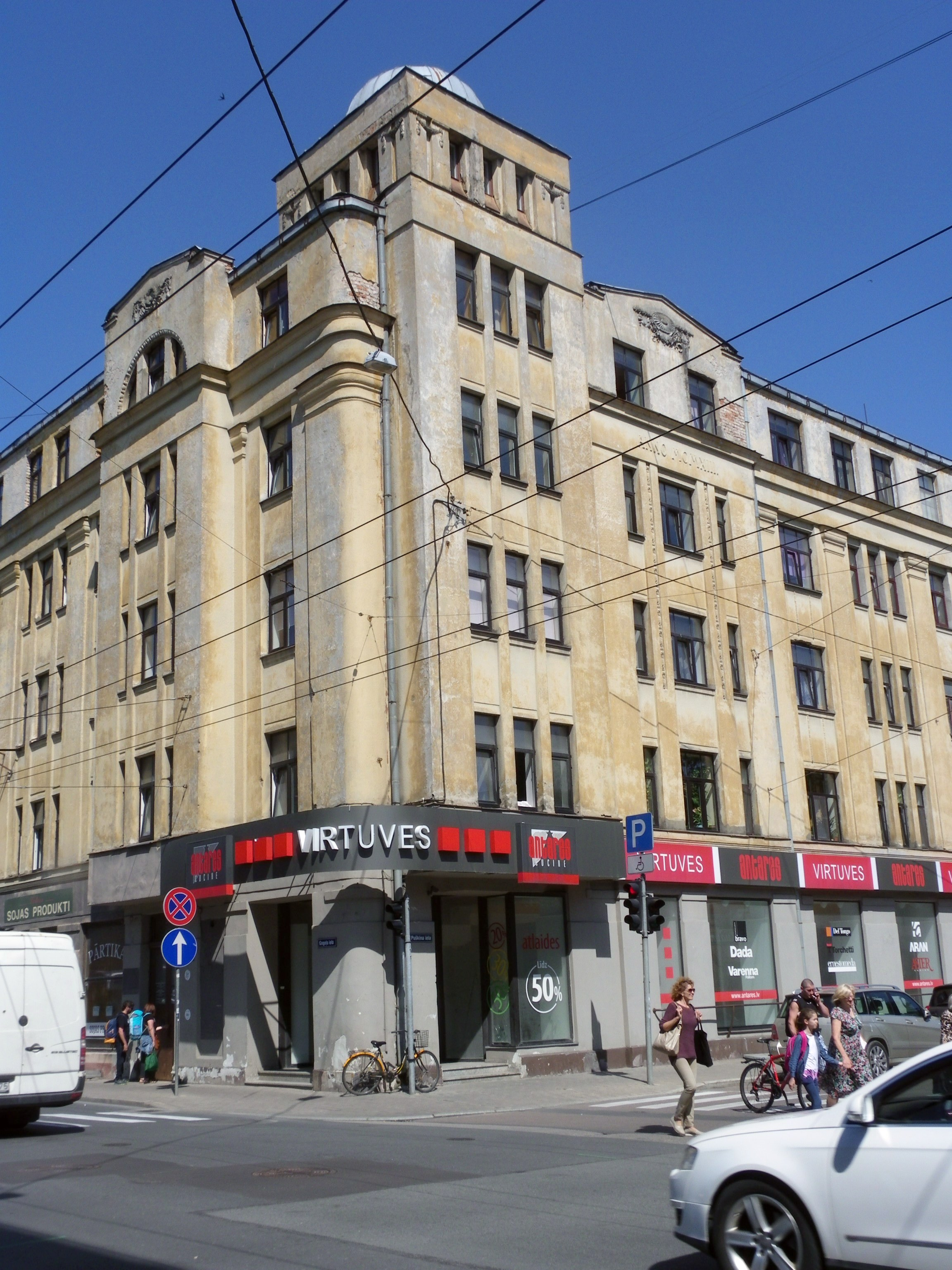
Дом № 13
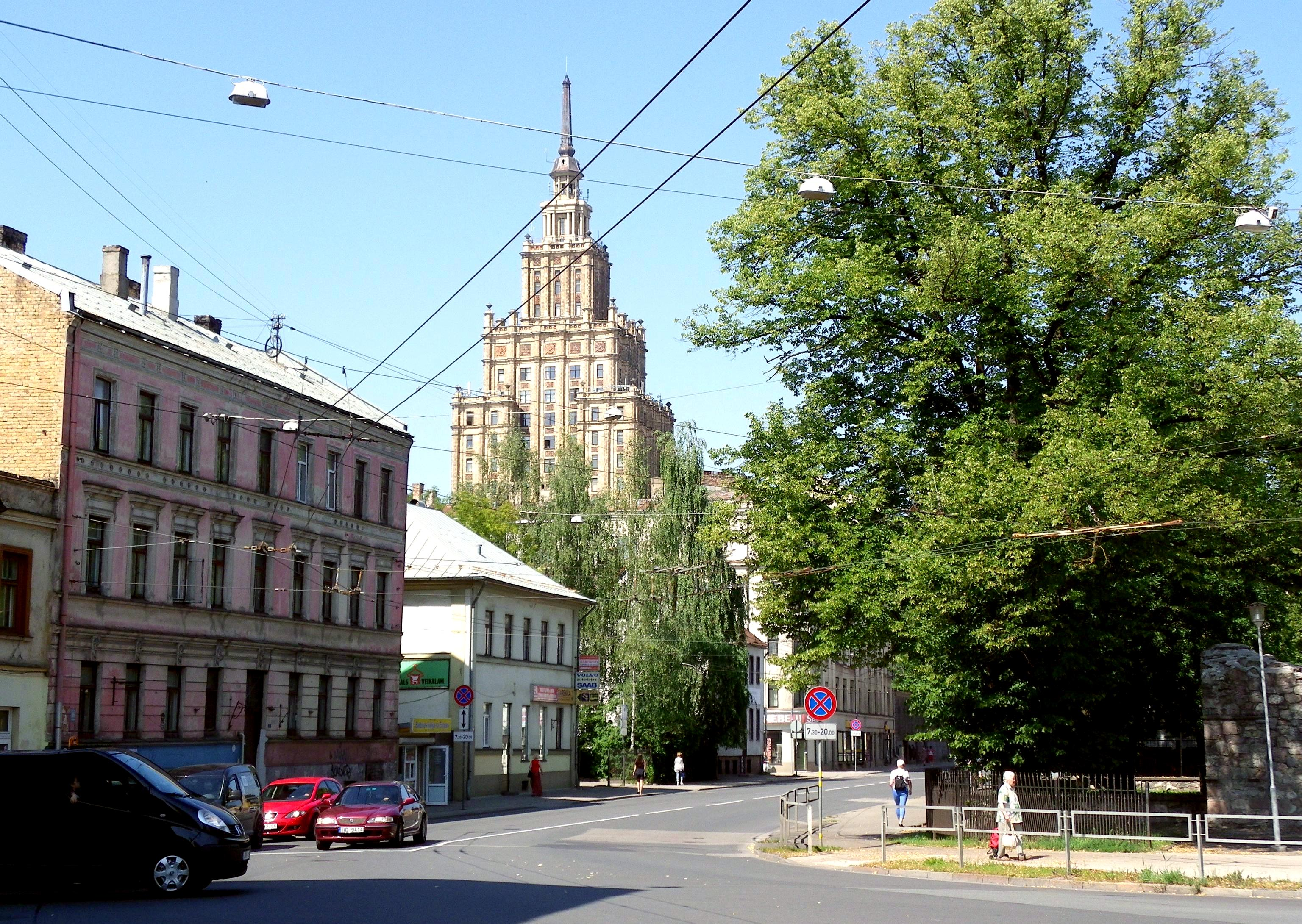
Вид вдоль ул. Эмилии Беньямин на здание Академии наук

## Прилегающие улицы
Улица Эмилии Беньямин пересекается со следующими улицами:
- улица 13 Января
- улица Марияс
- улица Спикеру
- улица Гайзиня
- улица Вилхелмса Пурвитиса
- улица Карла Миленбаха
- улица Езусбазницас
- улица Дзирнаву
- улица Стругу
- улица Екабпилс
- улица Лачплеша